# كونيكسون

اللغة اللاتينية مصطلحات تشريحية
ترمينولوجيا هستولوجيكا

في علم الأحياء، فإن كونيكسون (بالإنجليزية: connexon)‏، المعروفة أيضًا باسم كونيكسين نصفي (بالإنجليزية: connexin hemichannel)‏، هي عبارة عن مجموعة من ستة بروتينات تسمى كونيكسينات (connexins) تشكل المسام لتقاطع فجوة بين سيتوبلازم خليتين متجاورتين. تسمح هذه القناة بتدفق ثنائي الاتجاه للأيونات وجزيئات الإشارة. الرابط هو القناة النصفية التي توفرها خلية على جانب واحد من التقاطع؛ عادةً ما يجتمع رابطان من الخلايا المتعارضة معًا لتشكيل قناة تقاطع الفجوة بين الخلايا الكاملة. ومع ذلك، في بعض الخلايا، تكون القناة النصفية نفسها نشطة كقناة بين السيتوبلازم والفضاء خارج الخلية، مما يسمح بنقل الأيونات والجزيئات الصغيرة أقل من 1-2 كيلودالتون. لا يُعرف سوى القليل عن هذه الوظيفة للعلاقة إلى جانب الأدلة الجديدة التي تشير إلى دورها الرئيسي في الإشارات داخل الخلايا.
تعتبر كونيكسونات المصنوعة من نفس النوع كونيكسون متجانسة، بينما تعتبر كونيكسونات المصنوعة من أنواع مختلفة كونيكسون غير متجانسة.

## بنية

### المجسم
يبدأ تجميع كونيكسونات (Connexons) بتوليف كونيكسينات (connexins) داخل الخلية، وينتهي بتكوين لويحات قناة تقاطع فجوة على غشاء الخلية. يتم تصنيع بروتينات الوحدة الفرعية كونيكسين (connexin) التي تشكل كونيكسونات (Connexons) على أغشية الخلايا الشبكية الإندوبلازمية. يتم بعد ذلك تحويل هذه الوحدات الفرعية إلى أوليغوميرات، أو دمجها مع أجزاء أخرى أصغر، في روابط في جهاز جولجي. ثم يتم تسليم الروابط إلى مكانها الصحيح على غشاء البلازما. ثم تلتحم كونيكسونات (Connexons) بصلات متوافقة من الخلية المجاورة؛ لتشكيل لويحات قناة تقاطع فجوة. يتم التوسط في جزء كبير من هذه العملية عن طريق فسفرة إنزيمات وبروتينات مختلفة، مما يسمح ويمنع التفاعل بين بروتينات معينة.

### عام
تساهم كونيكسونات (Connexons) في تكوين وصلات فجوة، وهي عنصر أساسي في المشابك الكهربائية في المسارات العصبية. في مفترق فجوة واحد، سوف تتجمع الروابط حول غشاء مسامي مائي، وتشكل قناة نصية مكونة من كونيكسينات (connexins). كونيكسينات (connexins) هي جزيئات البروتين الأصغر التي تشكل الروابط وتلعب دورًا مهمًا في تكوين وصلات الفجوة. من الناحية الهيكلية، تتكون كونيكسينات (connexins) من 4 مجالات غشاء حلزونية ألفا متصلة بواسطة حلقتين خارج الخلية و 1 حلقة حشوية، بينما توجد كل من المحطات نهاية أمينية (N) ونهاية كربوكسيلية (C) داخل الخلايا. يمكن تمييز أنواع كونيكسين (connexin) بشكل أكبر باستخدام الوزن الجزيئي المتوقع لها (على سبيل المثال: كونيكسين (connexin) 43 هي Cx 43 نظرًا لوزنها الجزيئي البالغ 43 كيلو دالتون). سوف تشكل كونيكسونات (Connexons) تقاطع الفجوة عن طريق إرساء قناة نصية بقناة نصية أخرى في غشاء خلية مجاورة. خلال هذه المرحلة، يحدث تكوين قنوات بين الخلايا تغطي كلا من أغشية البلازما. بعد ذلك، تؤدي هذه العملية إلى فهم أفضل لكيفية تسهيل المشابك الكهربائية بين الخلايا العصبية.

### انحلال
تتحلل بنية كونيكسون (connexon) من خلال إزالتها من غشاء البلازما. سيتم استيعاب كونيكسونات (Connexons) بواسطة الخلية نفسها كهيكل قناة غشاء مزدوج (بسبب الالتحام لقنوات نصفي). وهذا ما يسمى الاستبطان أو الالتقام الخلوي. تشير الأبحاث إلى أن تقاطعات الفجوات بشكل عام يمكن استيعابها باستخدام أكثر من طريقة واحدة، ولكن أشهرها وأكثرها دراسة هي طريقة الالتقام الخلوي بوساطة الكلاذرين. بعبارات بسيطة، تتكون هذه العملية من ارتباط ربيطة بمستقبل يشير إلى جزء معين من الغشاء ليتم تغطيته في الكلاثرين. ثم يتبرعم هذا الجزء من الغشاء في الخلية مكونًا حويصلة. الآن الموجودة في غشاء الخلية، سوف تتحلل الروابط بواسطة المسارات الليزوزومية. تستطيع الليزوزومات أن تكسر بروتينات الـ كونيكسون (connexon) لأنها تحتوي على إنزيمات معينة مصنوعة خصيصًا لهذه العملية. يُعتقد أن يوبيكويتين يشير إلى تدهور داخل الخلية.

## الوظائف الخلوية

### الخصائص
تحدد خصائص بروتينات كونيكسين (connexin) الفردية الخصائص العامة لقناة كونيكسون (connexon) بأكملها. يتم تحديد نفاذية وانتقائية القنوات من خلال عرضها وكذلك الانتقائية الجزيئية للكونيكسينات مثل انتقائية الشحنة. تظهر الأبحاث أن الروابط قابلة للاختراق بشكل خاص للرسل الثاني القابل للذوبان والأحماض الأمينية والنيوكليوتيدات والأيونات والجلوكوز. القنوات هي أيضا حساسة للجهد. تحتوي قنوات كونيكسون (connexon) على بوابات تعتمد على الجهد تفتح أو تغلق اعتمادًا على الاختلاف في الجهد بين الأجزاء الداخلية للخليتين. يمكن أن تظهر البوابات أيضًا حساسية للجهد اعتمادًا على الاختلاف في الجهد من الداخل والخارج للخلية (أي جهد الغشاء).

### تعديل
يمكن تعديل / تنظيم الاتصال بين تقاطعات الفجوات بعدة طرق. الأنواع الرئيسية للتضمين هي:
- كيميائي - نوع شائع من التعديل الكيميائي من خلال تفاعل Ca+2 ومجالات معينة من كونيكسينات (connexins). ليس من المفهوم تمامًا، ومع ذلك، يُقترح أن يتسبب هذا التفاعل في سد Ca+2 لمسام القناة. شكل آخر من أشكال التعديل الكيميائي من خلال استجابة القناة للتحمض (انخفاض درجة الحموضة داخل الخلايا). لقد وجد أن التحميض داخل الخلايا يسبب تغييرًا في المجال الطرفي للنهاية الكربوكسيلية من كونيكسينات (connexins) مما يُقلِّل من نشاط القناة.[2]
- فسفرة البروتين - فسفرة البروتين تُنظِّم الاتصال بين القنوات بطرق متعددة من خلال التحكم في: تهريب كونيكسين من جهاز جولجي ، وتراكُم الروابط إلى مناطق معينة، وتَدهوُر القنوات غير الضرورية. عملية هذه الإجراءات معقدة للغاية ولكن مشاركة البروتين الفسفرة معروفة.[2]
- الخلطية - يتم إجراء التعديل الخلطي لاتصال فجوة التوصيل من خلال العديد من الجزيئات الحيوية مثل الناقلات العصبية وعوامل النمو والمركبات النشطة بيولوجيًا المختلفة. تعمل النواقل العصبية مثل الأدرينالين والنورادرينالين في الوصلات العصبية الفجائية مما يتسبب في انتشار إمكانات العمل أسفل الخلايا العصبية. غالبًا ما توجد هذه الأنواع من وصلات الفجوات مع هذا النوع من التعديل في الخلايا العصبية في أنسجة القلب وشبكية العين الفقارية.[2]

## الوظائف الشاملة
تلعب كونيكسونات (Connexons) دورًا ضروريًا في السلوك والفيزيولوجيا العصبية. لا تزال العديد من التفاصيل المحيطة بوظائفها المرضية غير معروفة لأن البحث لم يبدأ إلا مؤخرًا. في الجهاز العصبي المركزي (CNS)، تلعب الروابط دورًا رئيسيًا في حالات مثل الصرع ونقص التروية والالتهاب والتنكس العصبي. لم يتم بعد فهم الآلية الجزيئية المتعلقة بكيفية لعب كونيكسونات (Connexons) دورًا في الظروف المذكورة أعلاه بشكل كامل وهي قيد البحث الإضافي. جنبا إلى جنب مع دورها الرئيسي في الجهاز العصبي المركزي، فإن العلاقات لها دور حاسم في عمل أنسجة القلب. يتيح الاتصال المباشر إطلاقًا سريعًا ومتزامنًا للخلايا العصبية في القلب مما يفسر قدرة القلب على الخفقان بسرعة وتغيير معدله استجابةً لمحفزات معينة. تلعب كونيكسونات (Connexons) أيضًا دورًا أساسيًا في تطوير الخلايا. على وجه التحديد، دورهم في تكوين الخلايا العصبية الذي يتعامل مع نمو الدماغ وكذلك إصلاح الدماغ أثناء بعض الأمراض / الأمراض وأيضًا المساعدة في كل من انقسام الخلايا وكذلك تكاثر الخلايا. لا تزال الآلية التي تساعد بها كونيكسونات (Connexons) في هذه العمليات قيد البحث ومع ذلك، فمن المفهوم حاليًا أن هذه الآلية تتضمن إشارات بيورينرجيك (شكل من الإشارات خارج الخلية بوساطة نيوكليوتيدات البيورين والنيوكليوسيدات مثل الأدينوزين و ATP) ونفاذية ATP. الأدوار المهمة الأخرى للكونيكسونس هي استشعار الجلوكوز ونقل الإشارة. تسبب كونيكسونات (Connexons) تغييرات في تركيزات الجلوكوز خارج الخلية التي تؤثر على سلوك التغذية / الشبع ودورات النوم والاستيقاظ واستخدام الطاقة. تشير المزيد من الدراسات إلى أن هناك زيادة في امتصاص الجلوكوز بوساطة الروابط (التي لا تزال آليتها غير مفهومة تمامًا) وفي أوقات الإجهاد والالتهابات الشديدة. تشير الأبحاث الحديثة أيضًا إلى أن العلاقات قد تؤثر على اللدونة التشابكية والتعلم والذاكرة والرؤية والبوابة الحسية.

## الأمراض ذات الصلة
بعض الأمراض المرتبطة كونيكسونات (Connexons) هي أمراض القلب والأوعية الدموية والسكري، وهو عدم قدرة الجسم على إنتاج الأنسولين لامتصاص الجلوكوز من قبل الخلايا والتدهور في الوحدات الأصغر من كونيكسونات (Connexons)، والتي تسمى كونيكسينات (connexins)، مما قد يؤدي إلى ظهور أمراض القلب. تؤثر أمراض القلب والأوعية الدموية والسكري، النوع الأول والثاني، على مواقع مماثلة داخل خلايا القلب والبنكرياس. هذا الموقع هو مفترق الفجوة، حيث تسهل الروابط التفاعلات السريعة من خلية إلى خلية عبر عمليات النقل الكهربائية. غالبًا ما توجد تقاطعات الفجوات في النهايات العصبية مثل عضلة القلب، وهي مهمة في الحفاظ على التوازن في الكبد والوظيفة المناسبة للكلى. وصلة الفجوة نفسها هي بنية عبارة عن بروتين غشائي متخصص يتكون من قناة نصف كونيكسون. يرتبط كل من أمراض القلب والأوعية الدموية ومرض السكري من النوع الأول والثاني بكونكسين بروتين رئيسي يشكل مفترق الفجوة.
في أمراض القلب والأوعية الدموية، Cx43 (كونيكسين (connexin)43)، وحدة فرعية من كونيكسون كونيكسونات (Connexons)، هي بروتين عام لمفصل الفجوة الذي يحفز خلايا عضلات القلب والأقراص المقحمة التي تسهل ضربات القلب المتزامنة. في حالة حدوث أمراض القلب والأوعية الدموية، تبدأ الوحدة الفرعية Cx43 في إظهار علامات الإجهاد التأكسدي، وقدرة القلب على مقاومة تراكم السموم الضارة بسبب العمر أو النظام الغذائي مما يؤدي إلى انخفاض وظائف الأوعية الدموية. بالإضافة إلى ذلك، يظهر انخفاض تعبير Cx43 في الأنسجة الوعائية، والذي يلعب دورًا في إعادة تشكيل البطين وتضميد الجروح بعد احتشاء عضلة القلب، في أمراض القلب الهيكلية. ومع ذلك، لا تزال آليات Cx43 في القلب غير مفهومة جيدًا. بشكل عام، يمكن أن تؤدي هذه التغييرات في تعبير Cx43 والإجهاد المؤكسد إلى تشوهات في تنسيق ضربات القلب، مما يعرضه لاضطراب نظم القلب.
ترتبط كونيكسونات (Connexons) أيضًا بمرض السكري من النوع الأول والنوع الثاني. تتوسط الوحدة الفرعية Cx36 (كونيكسين (connexin)36) إفراز الأنسولين، وإطلاق الأنسولين الناجم عن الجلوكوز من تقاطعات الفجوة في الكبد والبنكرياس. يتم دعم التوازن في الكبد وأعضاء البنكرياس من خلال نظام معقد من التفاعلات الخلوية يسمى إشارات الغدد الصماء. إفراز الهرمونات في مجرى الدم لاستهداف الأعضاء البعيدة. ومع ذلك، تعمل إشارات الغدد الصماء في البنكرياس والكبد على مسافات قصيرة في الغشاء الخلوي عن طريق مسارات الإشارات، والقنوات الأيونية، والمستقبلات المقترنة ببروتين ج، ومستقبلات التيروزين كيناز، والتلامس من خلية إلى أخرى. تعمل تقاطعات الفجوة في هذه الأنسجة المدعومة بإشارات الغدد الصماء على تعديل الإشارات داخل الخلايا بين الخلايا وأنظمة الأعضاء الأكبر من خلال توصيل الخلايا المجاورة ببعضها البعض في نوبة محكمة. التوافق الضيق لمفاصل الفجوة هو أن الخلايا في الأنسجة يمكن أن تتواصل بشكل أكثر كفاءة وتحافظ على التوازن. وبالتالي فإن الغرض من وصلة الفجوة هو تنظيم مرور الأيونات، والمواد الغذائية، والمستقلبات، والرسل الثاني، والجزيئات البيولوجية الصغيرة. في مرض السكري، يؤدي الفقد أو التدهور اللاحق لـ Cx36 إلى تثبيط إنتاج الأنسولين في البنكرياس والجلوكوز في الكبد وهو أمر حيوي لإنتاج الطاقة للجسم بأكمله. يؤثر نقص Cx36 سلبًا على قدرة مفترق الفجوة على العمل داخل هذه الأنسجة مما يؤدي إلى انخفاض في الوظيفة والمرض المحتمل. وقد لوحظت أعراض مماثلة مرتبطة بفقدان أو تدهور مفرق الفجوة في مرض السكري من النوع الثاني، ومع ذلك، لا تزال وظيفة Cx36 في النوع الأول والنوع الثاني من مرض السكري عند البشر غير معروفة. بالإضافة إلى ذلك، يتم ترميز كونيكسين Cx36 بواسطة جين GJD2، والذي لديه استعداد على موضع الجين لمرض السكري من النوع الثاني، ومتلازمة السكري.